# Kamer van volksvertegenwoordigers (samenstelling 1912-1919)
De lijst van leden van de Belgische Kamer van volksvertegenwoordigers van 1912 tot 1919. De Kamer van volksvertegenwoordigers telde toen 186 leden. Het nationale kiesstelsel was in die periode gebaseerd op algemeen meervoudig stemrecht, volgens een systeem van evenredige vertegenwoordiging op basis van de Methode-D'Hondt, gecombineerd met een districtenstelsel. Naargelang opleiding, cijns die men betaalde of een combinatie van beide kregen alle mannelijke Belgen van 25 jaar en ouder respectievelijk één, twee of drie stemmen.
De 25ste legislatuur van de Kamer van volksvertegenwoordigers liep van 9 juli 1912 tot 13 oktober 1919 en volgde uit de verkiezingen van 2 juni 1912. Op 24 mei 1914 vonden tussentijdse verkiezingen plaats, waarbij 88 van de 186 parlementsleden te verkiezen waren. Dit was in het geval in de kieskringen Bergen, Charleroi, Thuin, Zinnik, Doornik-Aat, Hasselt, Tongeren-Maaseik, Luik, Verviers, Hoei-Borgworm, Gent-Eeklo, Aalst, Oudenaarde, Dendermonde en Sint-Niklaas. De legislatuur werd van 5 augustus 1914 tot 21 november 1918 echter onderbroken door de Duitse bezetting tijdens de Eerste Wereldoorlog.
Tijdens deze legislatuur waren achtereenvolgens de regering-De Broqueville I (juni 1911 - januari 1916), de regering-de Broqueville II (januari 1916 - mei 1918), de regering-Cooreman (mei - november 1918) en de regering-Delacroix I (november 1918 - november 1919) in functie. De regering-De Broqueville I steunde op een katholieke meerderheid, de regering-De Broqueville II, de regering-Cooreman en de regering-Delacroix I steunden dan weer op een meerderheid van katholieken, liberalen en socialisten.
De oppositie bestond dus uit de liberalen (tot januari 1916), de socialisten (tot januari 1916) en de daensisten.

## Zittingen
In de 25ste zittingsperiode (1912-1919) vonden vijf zittingen plaats. Van rechtswege kwamen de Kamers ieder jaar bijeen op de tweede dinsdag van november.
| Zitting               | Opening          | Sluiting        |
| --------------------- | ---------------- | --------------- |
| buitengewone zitting  | 9 juli 1912      | 8 augustus 1912 |
| 2de zitting 1912-1913 | 12 november 1912 | 7 november 1913 |
| 3de zitting 1913-1914 | 11 november 1913 | 22 mei 1914     |
| buitengewone zitting  | 4 augustus 1914  | 4 augustus 1914 |
| 5de zitting 1918-1919 | 22 november 1918 | 22 oktober 1919 |

De buitengewone zitting van 4 augustus 1914, de dag van het uitbreken van de Eerste Wereldoorlog in België, vond plaats met Verenigde Kamers, waarbij Koning Albert I een Troonrede hield.

## Samenstelling
| Begin legislatuur (1912) | Begin legislatuur (1912) | Begin legislatuur (1912) | Einde legislatuur (1919) | Einde legislatuur (1919) | Einde legislatuur (1919) |
| Fractie                  | Fractie                  | Zetels                   | Fractie                  | Fractie                  | Zetels                   |
| ------------------------ | ------------------------ | ------------------------ | ------------------------ | ------------------------ | ------------------------ |
|                          | Katholieken              | 101                      |                          | Katholieken              | 96                       |
|                          | Liberalen                | 44                       |                          | Liberalen                | 43                       |
|                          | Socialisten              | 39                       |                          | Socialisten              | 40                       |
|                          | Daensisten               | 2                        |                          | Daensisten               | 1                        |

Wijzigingen in fractiesamenstelling:
- Bij de periodieke verkiezingen van 1914 verloren de katholieken twee zetels en wonnen de socialisten en liberalen elk een zetel.
- In 1918 verdwenen een aantal parlementsleden uit de Kamer. De tijdens de Eerste Wereldoorlog overleden volksvertegenwoordigers Julien Delbeke (katholiek), Félix Van Merris (Katholiek) en Cesar Van Damme (liberaal) werden niet vervangen door een opvolger. Hector Plancquaert (daensist), de opvolger van de overleden Pieter Daens, werd niet toegelaten als Kamerlid omdat hij niet voldeed aan de voorwaarden om verkiesbaar te zijn. Adelfons Henderickx (katholiek) en Leo Augusteyns (liberaal) werden niet meer getolereerd in de Kamer vanwege hun omstreden gedragingen tijdens de oorlog, maar bleven wel titulair Kamerlid. De katholieken hadden hierdoor vier parlementsleden minder, de liberalen twee en de daensisten een.

## Lijst van de volksvertegenwoordigers
| Volksvertegenwoordiger                                | Partij    | Kieskring                 | Opmerkingen |
| ----------------------------------------------------- | --------- | ------------------------- | --- |
| Edmond Duysters                                       | Katholiek | Antwerpen                 | Vervangt vanaf 6 mei 1913 de overleden Jean-Baptiste De Winter. |
| Paul Segers                                           | Katholiek | Antwerpen                 | |
| Louis Vermoelen                                       | Katholiek | Antwerpen                 | Vervangt vanaf 9 april 1919 Emile Van Reeth, die om gezondheidsredenen ontslag neemt. |
| Adelfons Henderickx                                   | Katholiek | Antwerpen                 | |
| Robert de Kerchove d'Exaerde                          | Katholiek | Antwerpen                 | Secretaris. |
| Alfons Van de Perre                                   | Katholiek | Antwerpen                 | |
| Frans Van Cauwelaert                                  | Katholiek | Antwerpen                 | |
| Hendrik Marck                                         | Katholiek | Antwerpen                 | Vervangt vanaf 11 december 1918 Emmanuel de Meester, die lid van de Belgische Senaat wordt. |
| Paul Vekemans                                         | Liberaal  | Antwerpen                 | Vervangt vanaf 28 november 1918 de overleden Frédéric Delvaux. |
| Louis Franck (1868-1937)                              | Liberaal  | Antwerpen                 | |
| Gustave Royers                                        | Liberaal  | Antwerpen                 | |
| Leo Augusteyns                                        | Liberaal  | Antwerpen                 | |
| Edouard Pécher                                        | Liberaal  | Antwerpen                 | |
| Modeste Terwagne                                      | Socialist | Antwerpen                 | |
| Augustin De Schutter                                  | Socialist | Antwerpen                 | |
| Florent Van Cauwenbergh                               | Katholiek | Mechelen                  | |
| Jules Ortegat                                         | Katholiek | Mechelen                  | |
| Charles Lefebvre                                      | Katholiek | Mechelen                  | |
| Victor Van de Walle                                   | Liberaal  | Mechelen                  | |
| Paul Lamborelle                                       | Liberaal  | Mechelen                  | |
| Charles de Broqueville                                | Katholiek | Turnhout                  | |
| Alphonse Versteylen                                   | Katholiek | Turnhout                  | |
| Remi Le Paige                                         | Katholiek | Turnhout                  | |
| Joseph Verachtert                                     | Katholiek | Turnhout                  | |
| Corneille Fieullien                                   | Katholiek | Brussel                   | Vervangt vanaf 28 november 1918 de overleden Edmond Nerincx. Nerincx was ondervoorzitter tot aan zijn dood op 29 januari 1917. |
| Georges T'Kint                                        | Katholiek | Brussel                   | Vervangt vanaf 12 november 1912 de overleden Léon de Lantsheere. |
| Jules Renkin                                          | Katholiek | Brussel                   | |
| Henri Carton de Wiart                                 | Katholiek | Brussel                   | |
| François-Xavier De Bue                                | Katholiek | Brussel                   | Quaestor. |
| Léon Théodor                                          | Katholiek | Brussel                   | |
| Leon De Coster                                        | Katholiek | Brussel                   | |
| Paul Wauwermans                                       | Katholiek | Brussel                   | |
| Henri Colfs                                           | Katholiek | Brussel                   | |
| Daniel Leyniers                                       | Katholiek | Brussel                   | |
| Georges Duplat                                        | Katholiek | Brussel                   | Vervangt vanaf 22 mei 1919 de overleden Jean de Jonghe d'Ardoye. |
| Gustave Borginon                                      | Katholiek | Brussel                   | |
| Hubert Robyn                                          | Liberaal  | Brussel                   | Vervangt vanaf 28 november 1918 de overleden Louis Huysmans. |
| Maurice Féron                                         | Liberaal  | Brussel                   | Vervangt vanaf 22 april 1913 de overleden Paul Janson. Paul Janson was tot aan zijn overlijden op 19 april 1913 voorzitter van de liberale fractie. |
| Paul Hymans                                           | Liberaal  | Brussel                   | |
| Maurice Lemonnier                                     | Liberaal  | Brussel                   | Vanaf 15 januari 1919 voorzitter van de liberale fractie. |
| Eugène Hanssens                                       | Liberaal  | Brussel                   | Vervangt vanaf 4 augustus 1914 de overleden Alfred Monville. |
| Fernand Cocq                                          | Liberaal  | Brussel                   | |
| Maurice Crick                                         | Liberaal  | Brussel                   | Secretaris. |
| Albert Devèze                                         | Liberaal  | Brussel                   | |
| Emile Vandervelde                                     | Socialist | Brussel                   | |
| Antoine Delporte                                      | Socialist | Brussel                   | |
| Louis Bertrand                                        | Socialist | Brussel                   | Ondervoorzitter vanaf 28 november 1918. Vanaf 15 mei 1913 voorzitter van de socialistische fractie. |
| Camille Huysmans                                      | Socialist | Brussel                   | |
| Léon Meysmans                                         | Socialist | Brussel                   | |
| Ferdinand Elbers                                      | Socialist | Brussel                   | |
| Augustin Caluwaerts                                   | Katholiek | Leuven                    | Vervangt vanaf 28 november 1918 de overleden Frans Schollaert. Schollaert zelf was van 12 november 1912 tot aan zijn dood op 29 juni 1917 parlementsvoorzitter. |
| Prosper Poullet                                       | Katholiek | Leuven                    | Parlementsvoorzitter vanaf 28 november 1918. |
| Léon Rosseeuw                                         | Katholiek | Leuven                    | |
| Fernand de Wouters d'Oplinter                         | Katholiek | Leuven                    | |
| Raoul Claes                                           | Liberaal  | Leuven                    | |
| Ignace Dony                                           | Liberaal  | Leuven                    | |
| Jean Triau                                            | Socialist | Leuven                    | Vervangt vanaf 24 juli 1912 Jean Van Langendonck, die verkiest om niet te zetelen. |
| Paul Terlinden                                        | Katholiek | Nijvel                    | Vervangt vanaf 28 november 1918 de overleden Emile de Lalieux de La Rocq. |
| Maximilien Pastur                                     | Katholiek | Nijvel                    | |
| Alphonse Allard                                       | Socialist | Nijvel                    | |
| Léon Jourez                                           | Liberaal  | Nijvel                    | Quaestor vanaf 28 november 1918. |
| Amedée Visart de Bocarmé                              | Katholiek | Brugge                    | |
| Eugène Standaert                                      | Katholiek | Brugge                    | |
| Gustave D'Hondt                                       | Katholiek | Brugge                    | Vervangt vanaf 13 januari 1913 Albéric Ruzette, die lid wordt van de Belgische Senaat. |
| Florimond Fonteyne                                    | Daensist  | Brugge                    | |
| Julien Liebaert                                       | Katholiek | Kortrijk                  | |
| Ernest Reynaert                                       | Katholiek | Kortrijk                  | |
| Augustin Peel                                         | Katholiek | Kortrijk                  | |
| Frans Goethals                                        | Katholiek | Kortrijk                  | |
| August Debunne                                        | Socialist | Kortrijk                  | |
| Auguste Hamman                                        | Katholiek | Veurne-Diksmuide-Oostende | |
| Jean Maes                                             | Katholiek | Veurne-Diksmuide-Oostende | |
| Auguste Pil                                           | Katholiek | Veurne-Diksmuide-Oostende | |
| Adolphe Buyl                                          | Liberaal  | Veurne-Diksmuide-Oostende | |
| Désiré Serruys                                        | Liberaal  | Veurne-Diksmuide-Oostende | |
| Emile Goethals                                        | Katholiek | Roeselare-Tielt           | Vervangt vanaf 12 november 1912 de overleden Auguste Beernaert. |
| Charles Gillès de Pelichy                             | Katholiek | Roeselare-Tielt           | |
| Aloys Van de Vyvere                                   | Katholiek | Roeselare-Tielt           | Vanaf 13 februari 1919 voorzitter van de katholieke fractie. |
| Julien Delbeke                                        | Katholiek | Roeselare-Tielt           | Delbeke overlijdt op 11 februari 1916, maar wordt niet meer vervangen. |
| Jan Mahieu Liebaert                                   | Katholiek | Roeselare-Tielt           | |
| René Colaert                                          | Katholiek | Ieper                     | |
| Félix Van Merris                                      | Katholiek | Ieper                     | Van Merris overlijdt op 29 augustus 1918, maar wordt niet meer vervangen. |
| Ernest Nolf                                           | Liberaal  | Ieper                     | |
| Charles Woeste                                        | Katholiek | Aalst                     | |
| Romain Moyersoen                                      | Katholiek | Aalst                     | |
| Louis-Marie de Bethune                                | Katholiek | Aalst                     | |
| Jules Rens                                            | Liberaal  | Aalst                     | |
| Hector Plancquaert                                    | Daensist  | Aalst                     | Vervangt vanaf 28 november 1918 de overleden Pieter Daens. Plancquaert voldoet echter niet aan de verkiesbaarheidsvoorwaarden en wordt daarom niet toegelaten tot de Kamer. Hij wordt niet meer vervangen.                                                           |
| Louis Thienpont                                       | Katholiek | Oudenaarde                | |
| Gaston Behaghel de Bueren                             | Katholiek | Oudenaarde                | Vervangt vanaf 24 juli 1912 Jean-Baptiste de Ghellinck d'Elseghem, die tot provinciaal senator was verkozen. |
| Alfred Amelot                                         | Liberaal  | Oudenaarde                | Vervangt vanaf 18 september 1919 de overleden Pierre D'hauwer. |
| Frédéric Vergauwen                                    | Katholiek | Gent-Eeklo                | Vervangt vanaf 4 augustus 1914 Gérard Cooreman, die niet meer opkwam bij de tussentijdse verkiezingen. Cooreman was parlementsvoorzitter tot 12 november 1912. |
| Victor Begerem                                        | Katholiek | Gent-Eeklo                | |
| Alfons Siffer                                         | Katholiek | Gent-Eeklo                | |
| Lionel Pussemier                                      | Katholiek | Gent-Eeklo                | Vervangt vanaf 28 november 1918 de overleden Arthur Verhaegen. |
| Auguste Huyshauwer                                    | Katholiek | Gent-Eeklo                | Secretaris. |
| Jules Maenhaut van Lemberge                           | Katholiek | Gent-Eeklo                | |
| Justin Van Cleemputte                                 | Katholiek | Gent-Eeklo                | |
| Emile Braun                                           | Liberaal  | Gent-Eeklo                | |
| Albert Mechelynck                                     | Liberaal  | Gent-Eeklo                | Ondervoorzitter vanaf 28 november 1918. |
| Arthur Buysse                                         | Liberaal  | Gent-Eeklo                | |
| Edward Anseele                                        | Socialist | Gent-Eeklo                | |
| Jean-Baptiste Lampens                                 | Socialist | Gent-Eeklo                | |
| Auguste Raemdonck van Megrode                         | Katholiek | Sint-Niklaas              | |
| Jean-Baptiste Nobels                                  | Katholiek | Sint-Niklaas              | |
| Frans Van Brussel                                     | Katholiek | Sint-Niklaas              | |
| Jean Persoons                                         | Liberaal  | Sint-Niklaas              | |
| Emile Tibbaut                                         | Katholiek | Dendermonde               | Ondervoorzitter vanaf 28 november 1918. |
| Leon Bruynincx                                        | Katholiek | Dendermonde               | |
| Oscar Vermeersch                                      | Katholiek | Dendermonde               | Vervangt vanaf 21 april 1914 de overleden Victor Van Sande. |
| Cesar Van Damme                                       | Liberaal  | Dendermonde               | Van Damme overlijdt op 28 augustus 1916, maar wordt niet meer vervangen. |
| Michel Levie                                          | Katholiek | Charleroi                 | |
| Maurice Pirmez                                        | Katholiek | Charleroi                 | Quaestor. |
| Ernest Drion du Chapois                               | Katholiek | Charleroi                 | |
| Jules Destrée                                         | Socialist | Charleroi                 | |
| Pierre Lambillotte                                    | Socialist | Charleroi                 | |
| Nicolas Souplit                                       | Socialist | Charleroi                 | Vervangt vanaf 28 november 1918 de overleden Ferdinand Cavrot. |
| Victor Ernest                                         | Socialist | Charleroi                 | Vervangt vanaf 28 november 1918 de overleden Jean Caeluwaert. |
| Henri Léonard                                         | Socialist | Charleroi                 | |
| Emile Brunet                                          | Socialist | Charleroi                 | Vervangt vanaf 24 juli 1912 Paul Pastur, die verkiest om gedeputeerde van de provincie Henegouwen te blijven. |
| Emile Buisset                                         | Liberaal  | Charleroi                 | |
| Alphonse Briart                                       | Liberaal  | Charleroi                 | Vervangt vanaf 21 april 1914 Edmond Dewandre, die om beroepsredenen ontslag neemt. |
| Alphonse Harmignie                                    | Katholiek | Bergen                    | Ondervoorzitter tot 21 november 1918. |
| Edouard Servais                                       | Katholiek | Bergen                    | Vervangt vanaf 24 maart 1914 de overleden Victor Delporte. |
| Fulgence Masson                                       | Liberaal  | Bergen                    | Voorzitter van de liberale fractie van 5 juni 1914 tot 21 november 1918. |
| Louis Pépin                                           | Socialist | Bergen                    | |
| Alphonse Brenez                                       | Socialist | Bergen                    | |
| Camille Moury                                         | Socialist | Bergen                    | Vervangt vanaf 17 juli 1919 de overleden Aurèle Maroille. |
| Philibert Verdure                                     | Socialist | Bergen                    | Vervangt vanaf 28 november 1918 de overleden Arthur Bastien. |
| Léon Mabille                                          | Katholiek | Zinnik                    | |
| Jules Mansart                                         | Socialist | Zinnik                    | Secretaris. |
| René Branquart                                        | Socialist | Zinnik                    | |
| Pol-Clovis Boël                                       | Liberaal  | Zinnik                    | |
| Léon Gendebien                                        | Katholiek | Thuin                     | |
| Victor Vilain                                         | Liberaal  | Thuin                     | Vervangt vanaf 28 november 1918 de overleden Raoul Warocqué. Warocqué was quaestor tot aan zijn dood op 28 mei 1917. |
| Nicolas Berloz                                        | Socialist | Thuin                     | |
| Henri Duquesne Watelet de la Vinelle                  | Katholiek | Doornik-Aat               | |
| Adhémar Foucart                                       | Katholiek | Doornik-Aat               | Vervangt vanaf 28 november 1918 de overleden Joseph Hoÿois. |
| Maurice Houtart                                       | Katholiek | Doornik-Aat               | Vervangt vanaf 28 november 1918 de overleden Emile Boval. |
| Paul-Emile Janson                                     | Liberaal  | Doornik-Aat               | Vervangt vanaf 4 augustus 1914 Albert Asou, die niet meer opkwam bij de tussentijdse verkiezingen. |
| Paul Jouret                                           | Liberaal  | Doornik-Aat               | |
| Joseph Defaux                                         | Socialist | Doornik-Aat               | Vervangt vanaf 28 november 1918 de overleden Émile Royer. |
| Pierre de Liedekerke de Pailhe                        | Katholiek | Hoei-Borgworm             | |
| Pierre Guillaume Imperiali des Princes de Francavilla | Katholiek | Hoei-Borgworm             | |
| Georges Hubin                                         | Socialist | Hoei-Borgworm             | |
| Joseph Wauters                                        | Socialist | Hoei-Borgworm             | Vervangt vanaf 4 augustus 1914 Jules Giroul (Liberaal), die bij de tussentijdse verkiezingen niet herkozen raakte. |
| Nicolas Goblet                                        | Katholiek | Luik                      | |
| Jules Dallemagne                                      | Katholiek | Luik                      | |
| Georges Polet                                         | Katholiek | Luik                      | |
| Charles De Ponthière                                  | Katholiek | Luik                      | |
| Paul Van Hoegaerden                                   | Liberaal  | Luik                      | Vervangt vanaf 4 augustus 1914 Charles Van Marcke de Lummen, die niet meer opkwam bij de tussentijdse verkiezingen. Van Marcke de Lummen was van 14 mei 1913 tot 24 mei 1914 voorzitter van de liberale fractie.                                                     |
| Xavier Neujean                                        | Liberaal  | Luik                      | |
| Alfred Journez                                        | Liberaal  | Luik                      | Vervangt vanaf 4 augustus 1914 Ferdinand Fléchet, die niet meer opkwam bij de tussentijdse verkiezingen. |
| Alfred François Galopin                               | Socialist | Luik                      | Vervangt vanaf 13 mei 1913 de overleden Hector Denis. Hector Denis was tot aan zijn overlijden op 10 mei 1913 voorzitter van de socialistische fractie. |
| Léon Troclet                                          | Socialist | Luik                      | Quaestor vanaf 28 november 1918. |
| Joseph Dejardin                                       | Socialist | Luik                      | |
| Célestin Demblon                                      | Socialist | Luik                      | |
| Samuel Donnay                                         | Socialist | Luik                      | |
| Jean-Baptiste Schinler                                | Socialist | Luik                      | |
| Sébastien Winandy                                     | Katholiek | Verviers                  | Vervangt vanaf 28 november 1918 de overleden Julien Davignon. |
| Antoine Borboux                                       | Katholiek | Verviers                  | Secretaris. |
| Jean Dauvister                                        | Socialist | Verviers                  | |
| Henri Pirard                                          | Socialist | Verviers                  | Vervangt vanaf 4 augustus 1914 Thomas Niézette, die niet meer opkwam bij de tussentijdse verkiezingen. Niézette zelf verving vanaf 13 januari 1913 Henri Pirard, die voltijds schepen van Verviers werd.                                                             |
| Eugène Mullendorff                                    | Liberaal  | Verviers                  | |
| Jean Ramaekers                                        | Katholiek | Hasselt                   | Vervangt vanaf 28 mei 1913 Edouard de Meeûs d'Argenteuil, die verkiest om provincieraadslid van Limburg te blijven. De Meeûs d'Argenteuil verving zelf vanaf 27 mei 1913 Ferdinand Portmans, die lid werd van de Belgische Senaat.                                   |
| Louis Ooms                                            | Katholiek | Hasselt                   | |
| Clément Peten                                         | Liberaal  | Hasselt                   | Vervangt vanaf 4 augustus 1914 Albert de Menten de Horne (Katholiek), die bij de tussentijdse verkiezingen niet herkozen raakte. |
| Joris Helleputte                                      | Katholiek | Tongeren-Maaseik          | |
| François de Schaetzen                                 | Katholiek | Tongeren-Maaseik          | |
| Henri Gielen                                          | Katholiek | Tongeren-Maaseik          | |
| Paul Neven                                            | Liberaal  | Tongeren-Maaseik          | Vervangt vanaf 4 augustus 1914 Auguste Van Ormelingen (Katholiek), die bij de tussentijdse verkiezingen niet herkozen raakte. |
| Léon du Bus de Warnaffe                               | Katholiek | Aarlen-Marche-Bastenaken  | |
| Adolphe de Limburg Stirum                             | Katholiek | Aarlen-Marche-Bastenaken  | |
| Camille Ozeray                                        | Liberaal  | Aarlen-Marche-Bastenaken  | |
| Hippolyte Braffort                                    | Katholiek | Neufchâteau-Virton        | Vervangt vanaf 28 november 1918 de overleden Winand Heynen. |
| Jules Poncelet                                        | Katholiek | Neufchâteau-Virton        | |
| Gustave Rahlenbeck                                    | Liberaal  | Neufchâteau-Virton        | Vervangt vanaf 29 januari 1919 de overleden Georges Lorand. |
| Albert d'Huart                                        | Katholiek | Dinant-Philippeville      | |
| Valentin Brifaut                                      | Katholiek | Dinant-Philippeville      | |
| Grégoire Horlait                                      | Socialist | Dinant-Philippeville      | |
| Emile Capelle                                         | Liberaal  | Dinant-Philippeville      | |
| Auguste Mélot                                         | Katholiek | Namen                     | |
| Fernand Golenvaux                                     | Katholiek | Namen                     | Vervangt vanaf 14 januari 1914 de overleden Louis Petit. |
| Emile Sevrin                                          | Socialist | Namen                     | Vervangt vanaf 27 mei 1913 Léon Furnémont, die om gezondheidsredenen ontslag neemt. |
| Georges Honincks                                      | Liberaal  | Namen                     | Vervangt vanaf 7 januari 1914 de overleden Joseph Grafé. Grafé zelf verving vanaf 15 januari 1913 Gustave Lapierre, die verkoos om provincieraadslid van Namen te blijven. Lapierre zelf verving vanaf 17 december 1912 op zijn beurt de overleden Eugène Hambursin. |
| Joseph Bologne                                        | Socialist | Namen                     | |